# باشگاه فوتبال هاچن
باشگاه فوتبال هاچن (ارمنی: Նոր Հաճըն Ֆուտբոլային Ակումբ; انگلیسی: Hachen FC) یک باشگاه فوتبال در شهر نور هاچن و در کشور ارمنستان می‌باشد که در لیگ دسته اول فوتبال ارمنستان بازی می‌کرد. این باشگاه در فصل ۱۹۹۶–۱۹۹۷ با نام «باشگاه فوتبال ساپفیر» در رقابت‌ها شرکت نمود.
این باشگاه در سال ۱۹۹۷ میلادی منحل شد.

## آمار لیگ
| ارمنستان (۱۹۹۲ – ۱۹۹۷)                          |                       |     |      |     |       |      |        |          |     |        |      |
| فصل                                             | دسته                  | سطح | بازی | برد | تساوی | باخت | گل زده | گل خورده | +/- | امتیاز | مکان |
| ۱۹۹۲                                            | لیگ دسته اول          | ۲   | ۲۶   | ۹   | ۹     | ۸    | ۳۹     | ۴۴       | -۵  | ۴۴     | 12.  |
| ۱۹۹۳                                            | لیگ دسته اول - گروه B | ۲   | ۲۰   | ۲   | ۱     | ۱۷   | ۱۰     | ۷۱       | -۶۱ | ۵      | 11.  |
| این باشگاه از سال 1994 تا سال 1996 غیرفعال بود. |                       |     |      |     |       |      |        |          |     |        |      |
| ۱۹۹۶/۹۷                                         | لیگ دسته اول          | ۲   | ۲۲   | ۹   | ۱     | ۱۲   | ۳۶     | ۴۶       | -۱۰ | ۲۸     | 7.   |